# Filippo Moscati
Filippo Moscati, född 19 september 1992 i Livorno, är en italiensk fotbollsspelare som spelar för Pro Patria på lån från Livorno.

## Karriär
Filippo Moscati inledde karriären i Polisportiva Antignano i hemstaden  Livorno, men plockades som elvaåring upp i AS Livornos ungdomsverksamhet. Han debuterade i a-laget 1 december 2010 mot Bari i Coppa Italia. Efter att ha imponerat för klubbens primaveralag med 22 mål på en och en halv säsong flyttades Moscati officiellt upp i a-truppen 9 februari 2012.
Sommaren 2012 såldes Moscati på delägarskap till Gavorrano. Han gjorde sitt första mål för sin nya klubb i förlustmatchen mot Teramo 13 januari 2013.
2013 återvände Moscati till moderklubben Livorno för att sedan lånas ut till Aurora Pro Patria i Lega Pro Prima Divisione.

## Övrigt
Filippo Moscati är kusin till fotbollsspelaren Marco Moscati.
Filippo Moscati nämner David Trezeguet och Alessandro Del Piero som sina två förebilder inom fotbollen.